# Regione biogeografica boreale
La regione biogeografica boreale è definita dall'Unione europea e dal Consiglio d'Europa come quell'area che ricopre circa un quarto del continente europeo estendendosi su otto stati: la Norvegia, la Svezia, la Finlandia, l'Estonia, la Lettonia, la Lituania, la Bielorussia settentrionale e la Federazione Russa.
È caratterizzata da boschi per il 58% dell'estensione territoriale, paludi, da numerosi laghi e fiumi. 
La regione boreale ha un clima umido fresco-temperato: le temperature medie sono basse e comprese tra i 20 °C e i -15 °C.

## La flora
È caratterizzata da 1200 specie di briofite e 2000 specie di licheni.

## La fauna
Nella regione boreale si possono trovare l'orso bruno, il gulo gulo, il lupo, la lince europea, le alci e le renne delle foreste; tra i mammiferi marini annoveriamo anche diverse specie di balene.